# Michaił Sadowski (geofizyk)
Michaił Aleksandrowicz Sadowski (ros. Михаил Александрович Садовский, ur. 24 października?/6 listopada 1904 w Petersburgu, zm. 12 października 1994 w Moskwie) – radziecki geofizyk, sejsmolog.

## Życiorys
Urodził się w rodzinie nauczycieli. W 1921 skończył szkołę średnią w Piotrogrodzie, w 1928 ukończył studia na Wydziale Fizyczno-Matematycznym Leningradzkiego Instytutu Politechnicznego i został geofizykiem sejsmologiem, odbył staż w Instytucie Geofizyki Stosowanej. Pracował w Instytucie Sejsmologicznym Akademii Nauk ZSRR, uczestniczył w wielu ekspedycjach naukowych, w 1938 został kandydatem nauk fizyczno-matematycznych. Po ataku Niemiec na ZSRR został ewakuowany do Kazania, od 1945 kierował laboratorium Instytutu Fizyki Chemicznej Akademii Nauk ZSRR, w 1946 został zastępcą dyrektora tego instytutu. Poza tym w 1946 został pierwszym kierownikiem naukowym Poligonu Atomowego w Semipałatyńsku (był nim do 1958), był też członkiem komisji wybierającej jego miejsce położenia. Wniósł duży wkład w teorię i praktykę badań atomowych, w tym w prace nad bombą atomową ukończoną i wypróbowaną w 1949. W 1952 otrzymał stopień doktora nauk technicznych. W 1960 został dyrektorem Instytutu Fizyki Ziemi Akademii Nauk ZSRR. Od 1953 był członkiem korespondentem, a od 1966 akademikiem Akademii Nauk ZSRR, 1969-1971 był członkiem Prezydium Akademii Nauk ZSRR. Został pochowany na Cmentarzu Trojekurowskim.

## Odznaczenia i nagrody
- Medal Sierp i Młot Bohatera Pracy Socjalistycznej (29 października 1949)
- Order Lenina (czterokrotnie, 29 października 1949, 4 stycznia 1954, 5 listopada 1974 i 13 maja 1981)
- Order Rewolucji Październikowej (20 lipca 1971)
- Order Czerwonego Sztandaru Pracy (trzykrotnie, 10 czerwca 1945, 5 listopada 1964 i 5 listopada 1984)
- Order „Znak Honoru” (19 września 1953)
- Nagroda Leninowska (1962)
- Nagroda Stalinowska (czterokrotnie, 1948, 1949, 1951 i 1953)

I medale.